# Fasori Gimnázium

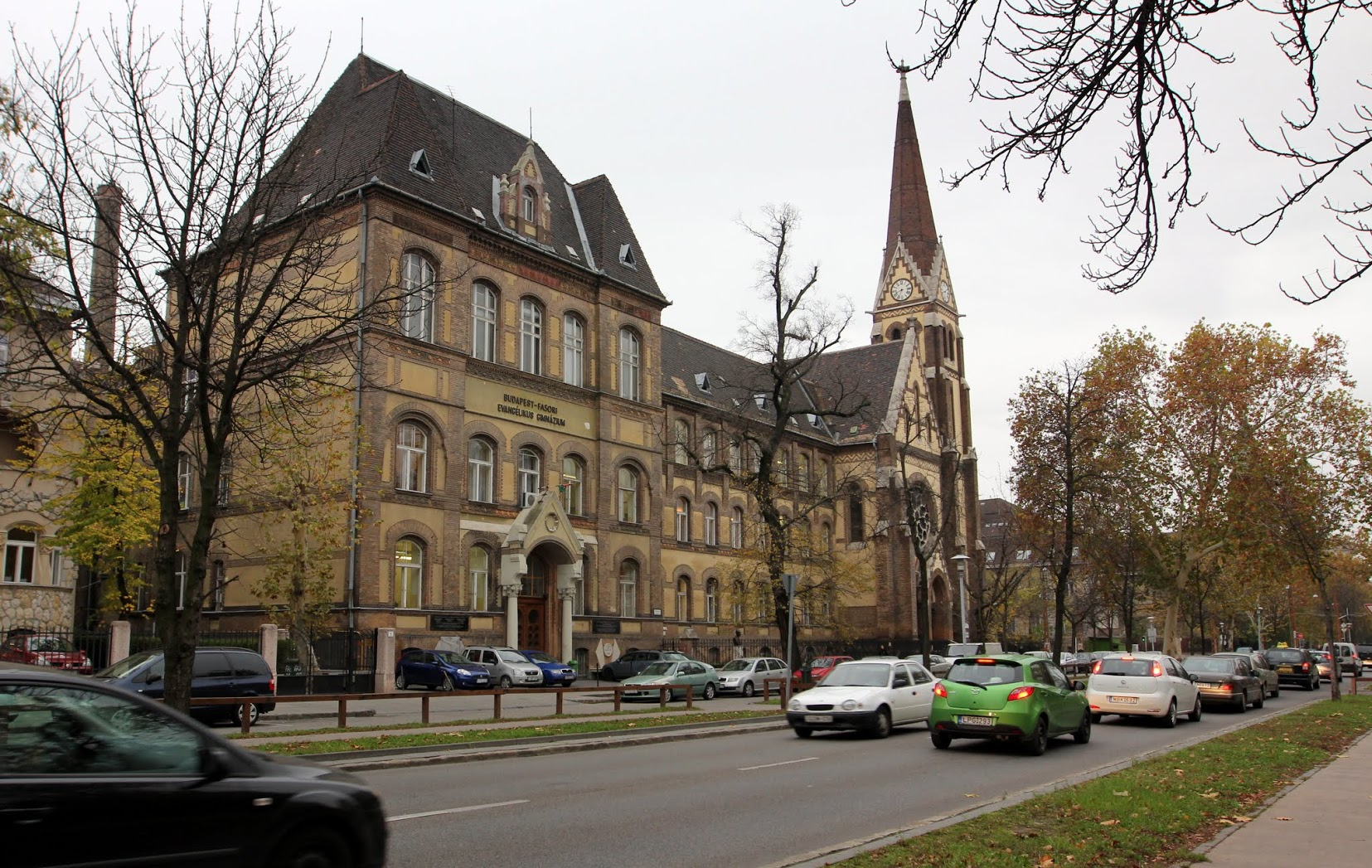
Budapest-Fasori Evangélikus Gimnázium på Városligeti fasor 17–21 gränsar till kyrkan.

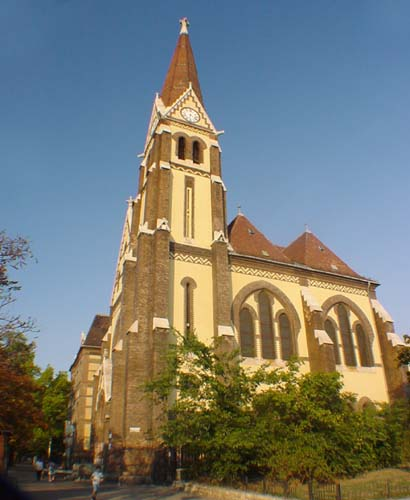
Kyrkan vid Fasori Gimnázium på Városligeti fasor 17 i Budapest, Fasor lutherska kyrka, byggdes 1905.

Fasori Gimnázium, även känd som Fasori Evangélikus Gimnázium, är en berömd högstadieskola och gymnasieskola i Budapest i Ungern. Skolan ligger nära Stadsparken i Budapest med adress 1071 Budapest, Városligeti fasor 17–21, och dess officiella namn är Budapest-Fasori Evangélikus Gimnázium.

## Historia
Skolan grundades av den lutherska kyrkan år 1823. Den var ursprungligen belägen vid Deák Ferencplatsen eller Deák Ferenctorget. Deák Ferencplatsen är uppkallad efter författaren Ferenc Deák och är centralt belägen i Budapest. Under platsen finns Budapests tunnelbanecentral Deák Ferenc tér. Skolan flyttade år 1864 till Suto utca, och slutligen flyttade skolan till sin nuvarande plats vid Városligeti fasor ("den trädkantade avenyn till Stadsparken") 1904 då skolan fick sitt nuvarande smeknamn, Fasori Gimnázium. Under de första årtiondena som skolan existerade drevs den som en tyskspråkig institution, och 1847 blev ungerska det officiella undervisningsspråket. De första årtiondena på 1900-talet var undervisningsspråket på tyska. Från år 1952 fick skolan stänga på grund av det kommunistiska trycket, men den öppnades åter år 1989. Gábor Gyapay omorganiserade skolan i början av 1900-talet. Skolan etablerade rykte som en av de bästa skolorna i världen tack vare de fantastiska lärarna och hans lärjungar.
Skolbyggnaden är kopplad till kyrkan (templom), arkitekten var Samu Pecz, och kyrkan har en altartavla målad av Gyula Benczúr samt färgglada imponerande glasrutor skapade av Miksa Róth. Gymnasiet vid Városligeti fasor öppnades i december 1904 och kyrkan, Fasori evangélikus templom, invigdes den 8 oktober 1905.

## Berömda alumner och lärare

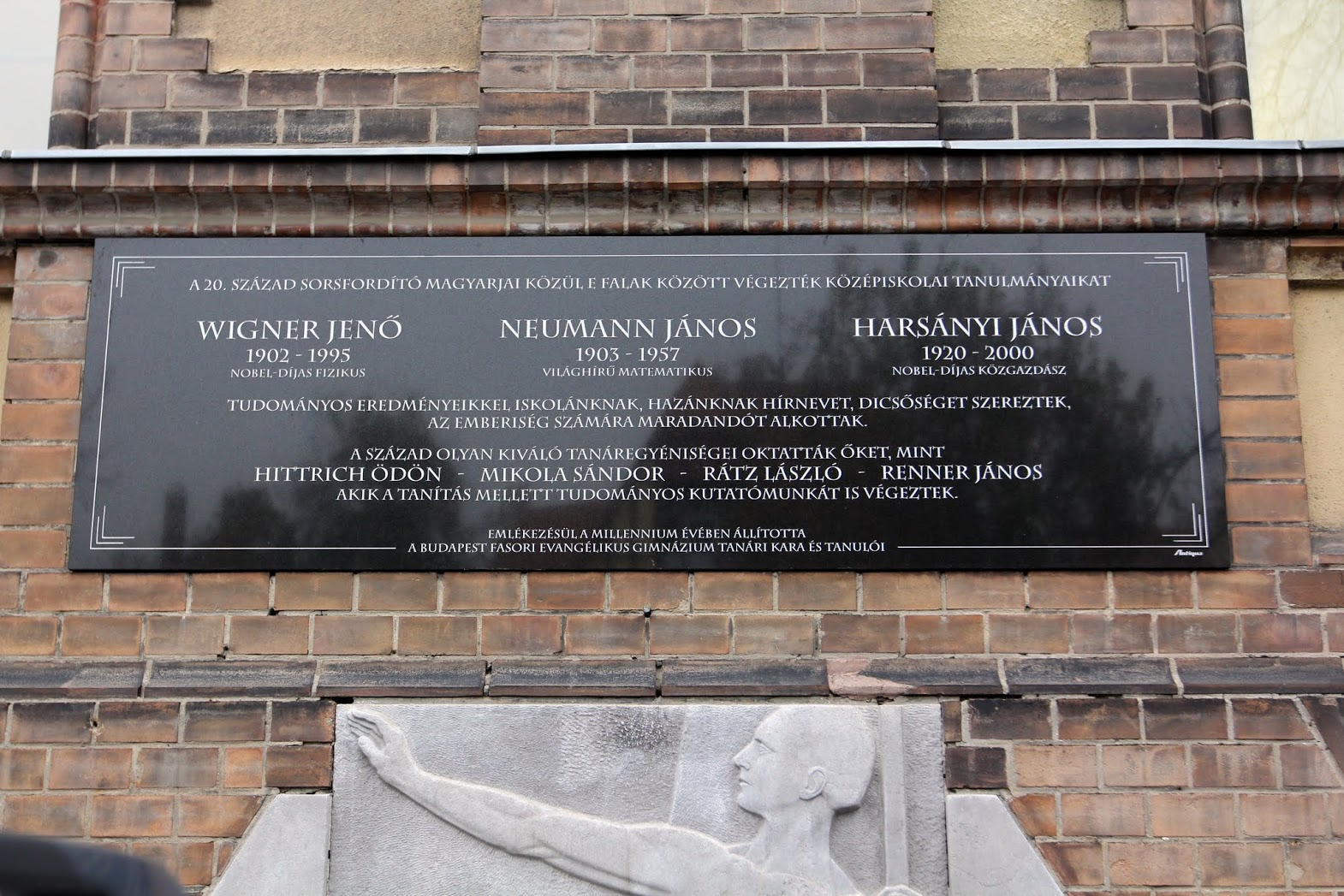
Minnesplakat i marmor på skolans husvägg med namnen av tre kända alumni, Wigner Jenö (Eugene Wigner), Neumann János (John von Neumann) och Harsányi János (John Harsanyi). Plakatet nämner också namnen på fyra av lärarna vid Fasori Gimnázium, nämligen Ödön Hittrich, Mikola Sándor, László Rátz och János Renner.

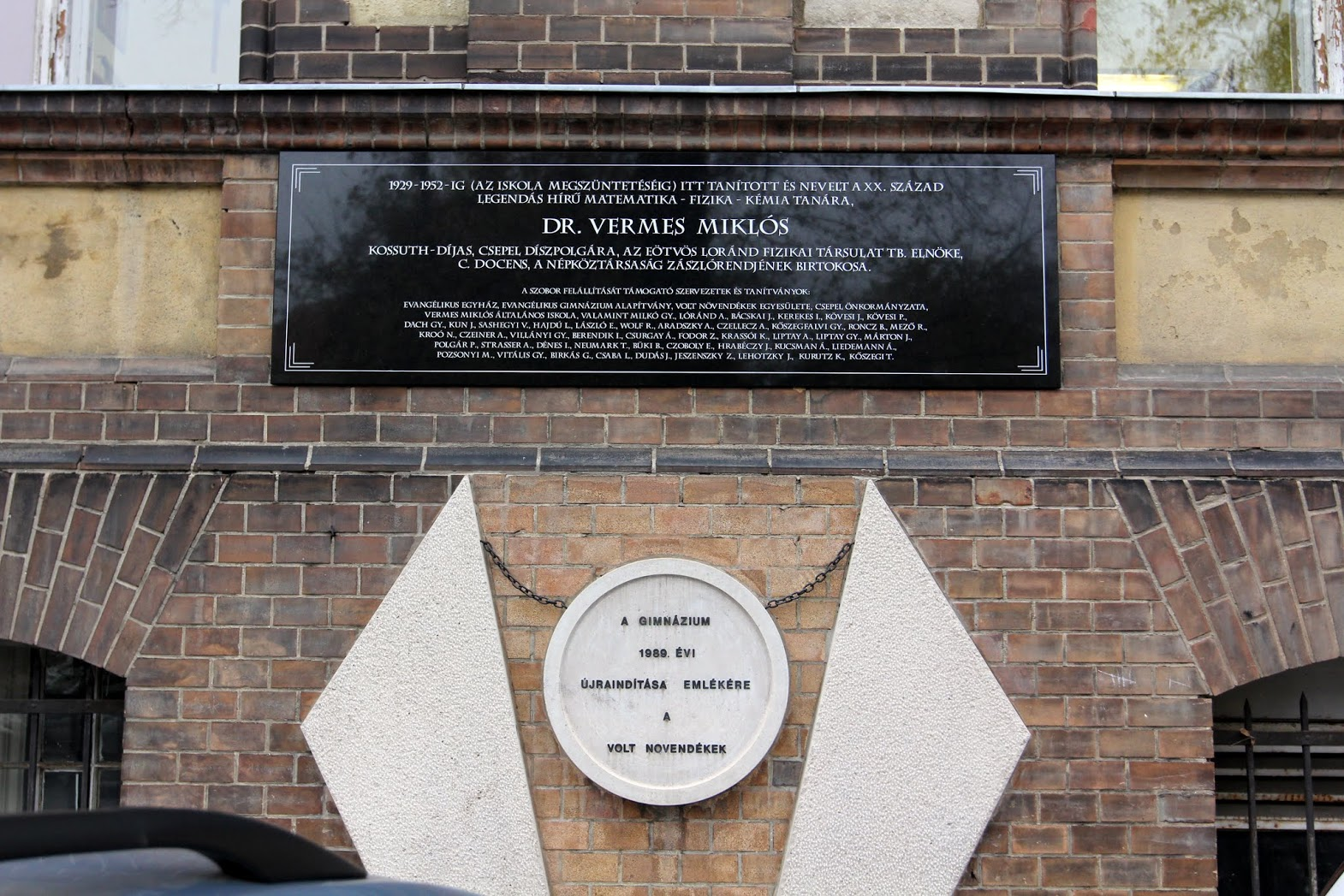
Minnesplakett i marmor på skolans husvägg med namnet Dr. Vermes Miklós (1905-1990) (Miklós Vermes), fysik-, kemi- och matematiklärare.

Fasori Gimnázium var en av de bästa gymnasieskolorna i Ungern. Gymnasiet hade en stark akademisk tradition och framstående lärare.
Bland några av eleverna var följande:
- Sándor Petőfi (1823-1849) (Sándor Petrovics eller Petőfi Sándor), poet, ungersk nationalskald och revolutionsledare under revolutionen 1848–1849 tillsammans med Lajos Kossuth (Kossuth Lajos)).
- Kálmán Kandó (1869-1931), uppfinnare, ungersk ingenjör och en pionjär i utvecklingen av den elektriska järnvägen.
- Emmerich Kálmán (1882-1983) (Kálmán Imre), kompositör.
- Eugene Wigner (1902-1995) (Wigner Pál Jenő), Nobelpristagare i fysik 1963, fysiker och matematiker.
- Gábor Kornél Tolnai (1902-1982), diplomingenjör, uppfinnare, konstruktör, finmekaniker och egen företagare.
- John von Neumann (1903-1957) (Neumann János), matematiker, han var verksam i USA från 1930 och amerikansk medborgare från 1937 och räknas som 1900-talets kanske främste matematiker, men gjorde även betydelsefulla bidrag inom kvantmekanik, datavetenskap och nationalekonomi.
- Edward Teller (1908-2003) (Teller Ede), fysiker, kärnfysiker, som i USA var känd som "vätebombens fader".
- György Faludy (1910-2006) (George Faludy), poet.
- John Charles Harsanyi (1920-2000) (Harsányi János Károly), Nobelpristagare i ekonomi 1994, ekonom, ungersk-amerikansk ekonom som mottog Sveriges Riksbanks pris i ekonomisk vetenskap till Alfred Nobels minne 1994 tillsammans med den amerikanske matematikern John Forbes Nash, Jr. och den tyske nationalekonomen och esperantisten Reinhard Selten för deras analys av jämviktsförhållanden inom spelteori.

Bland ytterligare elever och lärare var Georg Lukács, Theodor Herzl, Antal Doráti, Alfréd Haar, Miksa Fenyö Gyula Szepesy, Adolf Fényes, Max Falk, Aurel Stein, Vilmos Tátrai och biologen János Balogh (1913-2002).
- László Rátz (1863-1930) var en legendarisk matematiklärare vid skolan. Han var matematiklärare vid Budapest-Fasori Evangélikus Gimnázium i Budapest under åren från 1890 till sin pensionering 1925. Från 1890 var Rátz professor i matematik vid den tyskspråkiga lutherska högstadieskolan och gymnasiet vid Fasori Gimnázium. Från 1 september 1890 var han anställd som lärarvikarie, därefter undervisade han åren 1892-1925 som matematiklärare vid Fasori Gimnázium. Senare utnämndes han föreståndare för Fasori från 1909 till 1914. Han var en rektor för gymnasiet under åren mellan 1909 och 1914. En av hans efterträdare Sándor Mikola, var rektor för gymnasiet under åren 1928-1935. Efter László Rátz har man senare namngivit en medalj och en Achievement Award.
- Sándor Mikola (1871-1945) var fysiklärare och pedagog samt ledamot i den ungerska vetenskapsakademien. Åren 1928-1935 var han rektor för Budapest-Evangélikus Fasori Gimnázium.
- János Renner (1889-1976) var fysiklärare, han var en ungersk fysiker, geofysiker och hedersprofessor. År 1914 började han undervisa Fasori Gimnázium, under åren 1945-1948 var han skolans rektor. Som lärare undervisade han parallellt med teoretiska och praktiska aspekter i geofysik och geofysiska undersökningar 1923-1924 i Ungern och 1925-1926 i Indien samt med geofysiska undersökningar 1927-1928 i Frankrike. Han var Kossuth-pristagare, elev vid Eötvös Loránd, John Harsanyis lärare samt direktör. Lajos Kossuth (1802-1894) var advokat och politiker och under en period premiärminister i Ungern, som tillsammans med nationalskalden Sándor Petőfi (1823-1849) har blivit en symbol för den ungerska revolutionen 1848–1849, mot österrikisk överhöghet.
- Imre Oppel, matematiklärare, fysiklärare och klasslärare. Han var också målare och lärare i konst. Konst och matematik var hans undervisningsämnen.[5]

## Bildgalleri

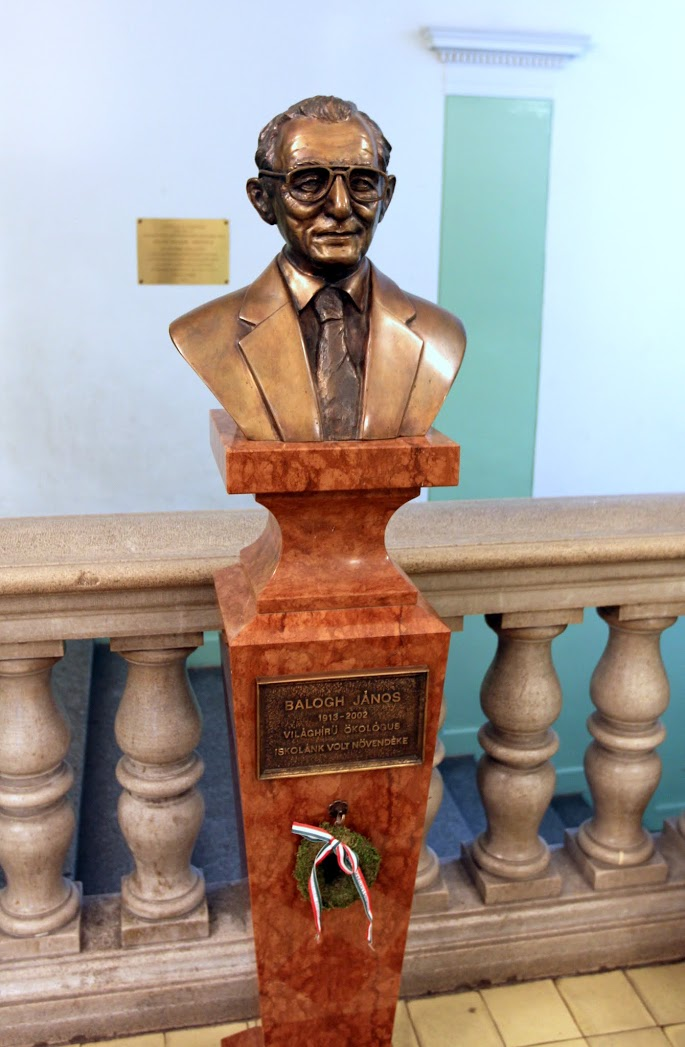
Byst i skolan av biologen och zoologen János Balogh (1913-2002) (Balogh János).
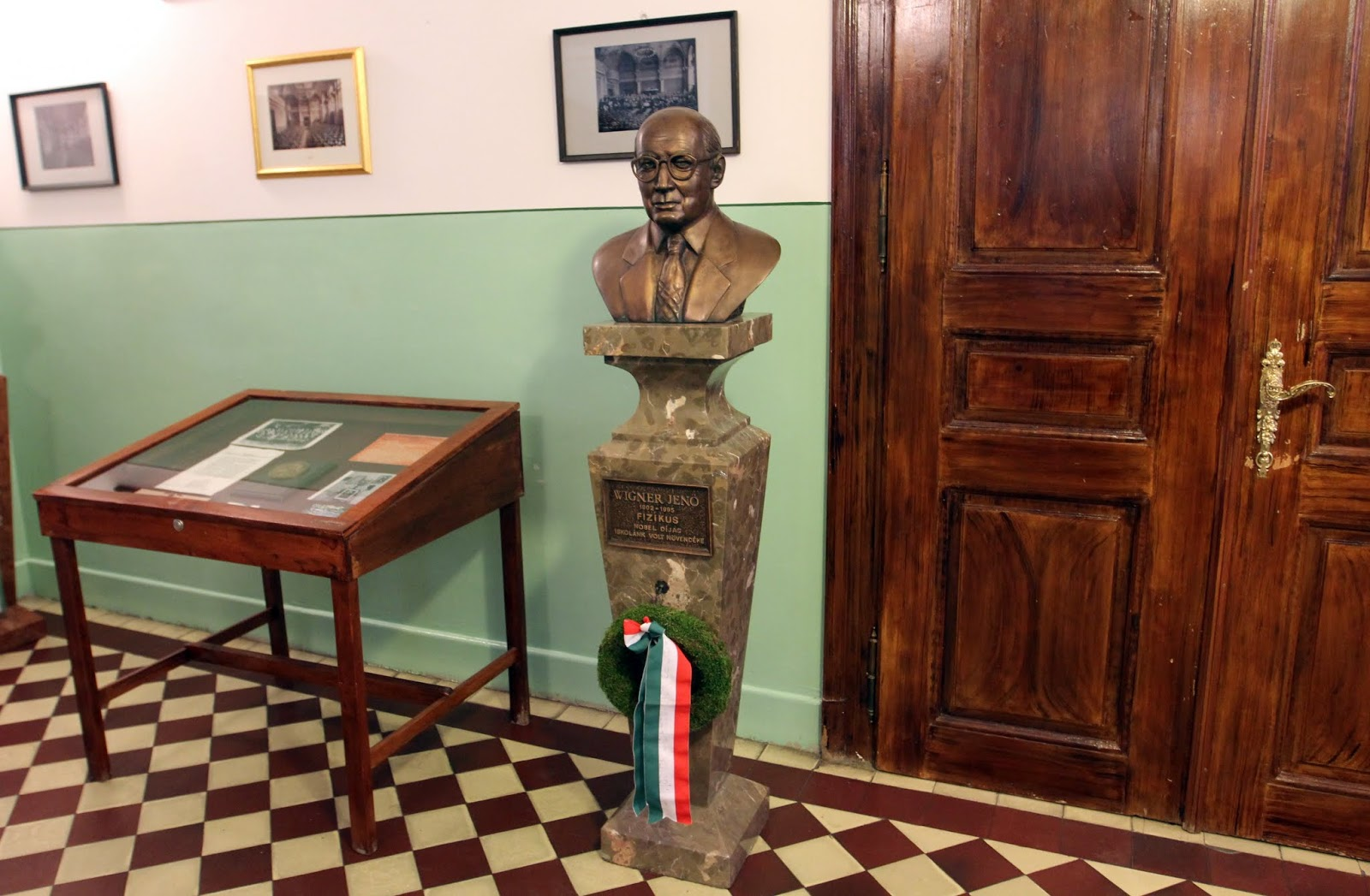
Byst i skolan av Eugene Wigner, Nobelpristagare i fysik 1963.
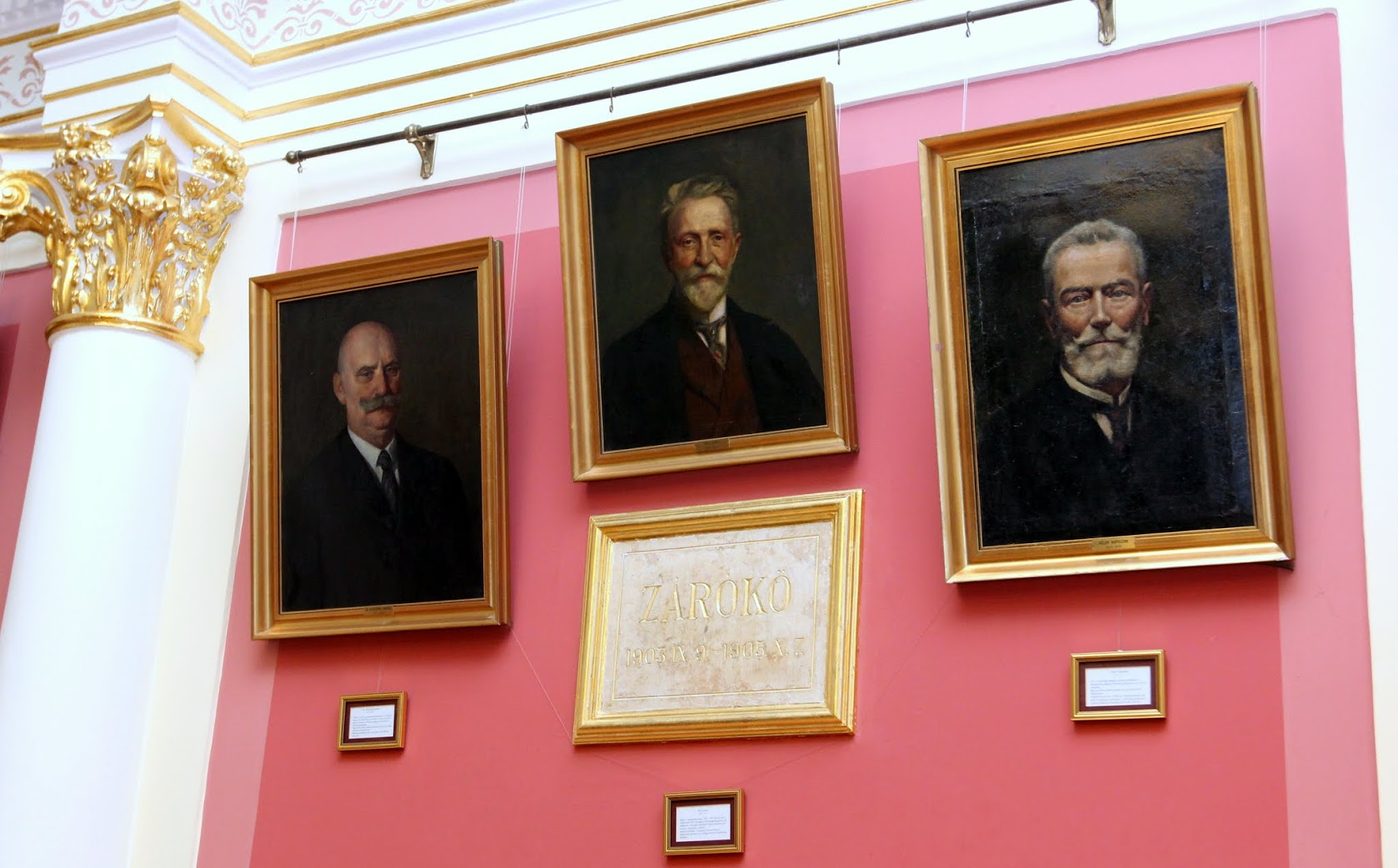
Porträtt av tre av de legendariska lärarna vid skolan.
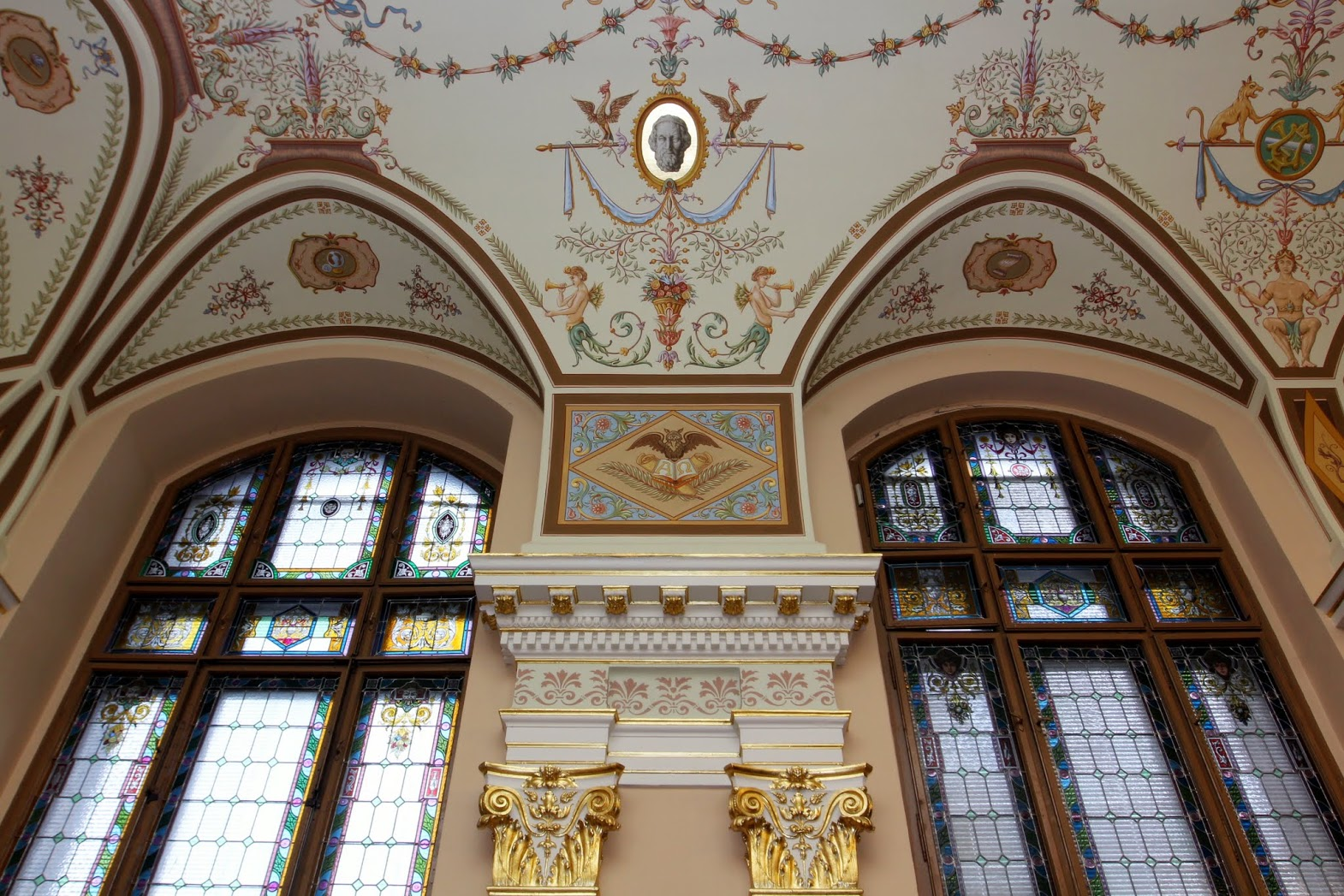
Detalj av fönster och tak i kyrkan som gränsar till skolan.
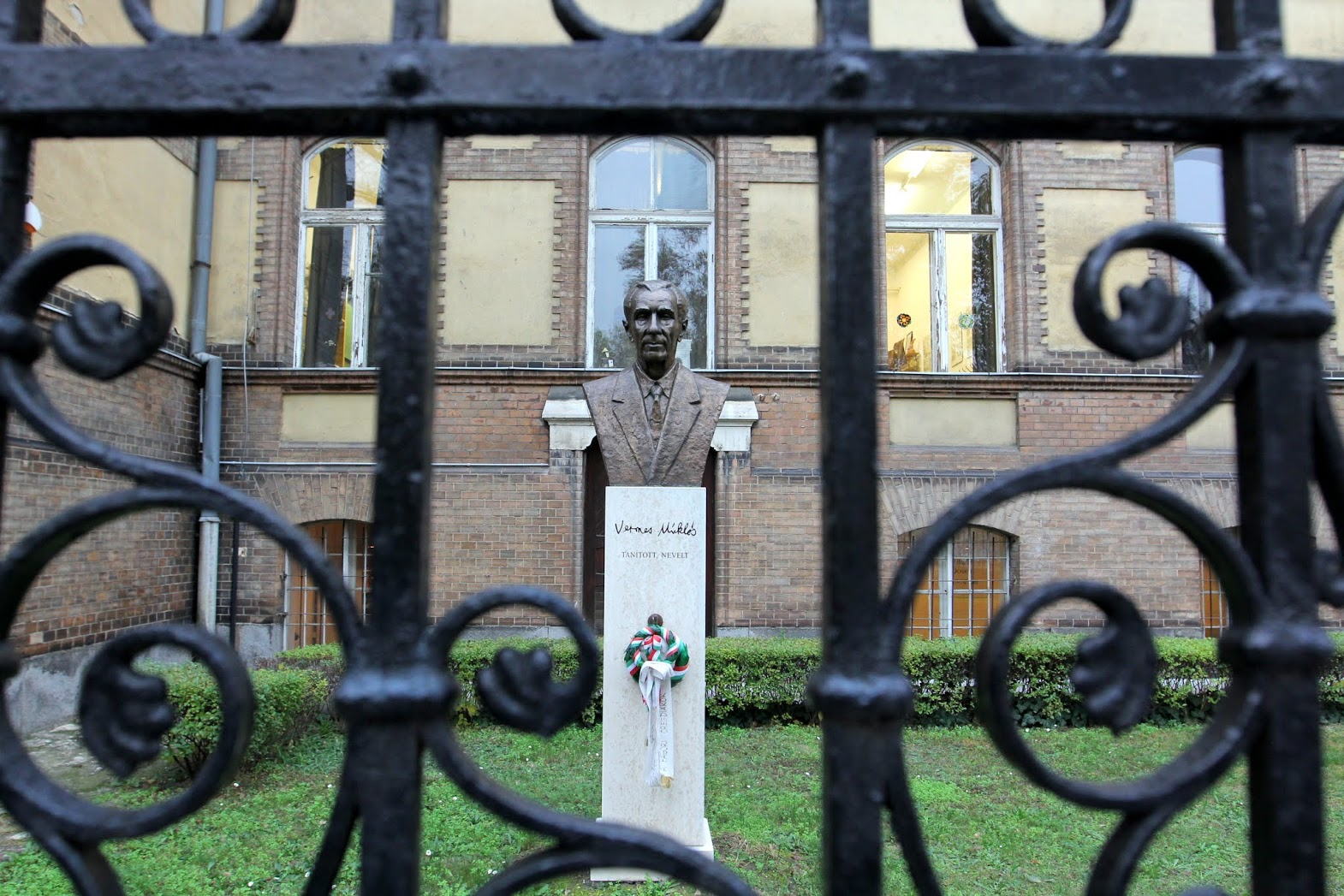
Gymnasieskolans trädgård med staty av Miklós Vermes (Vermes Miklós) (1905-1990).
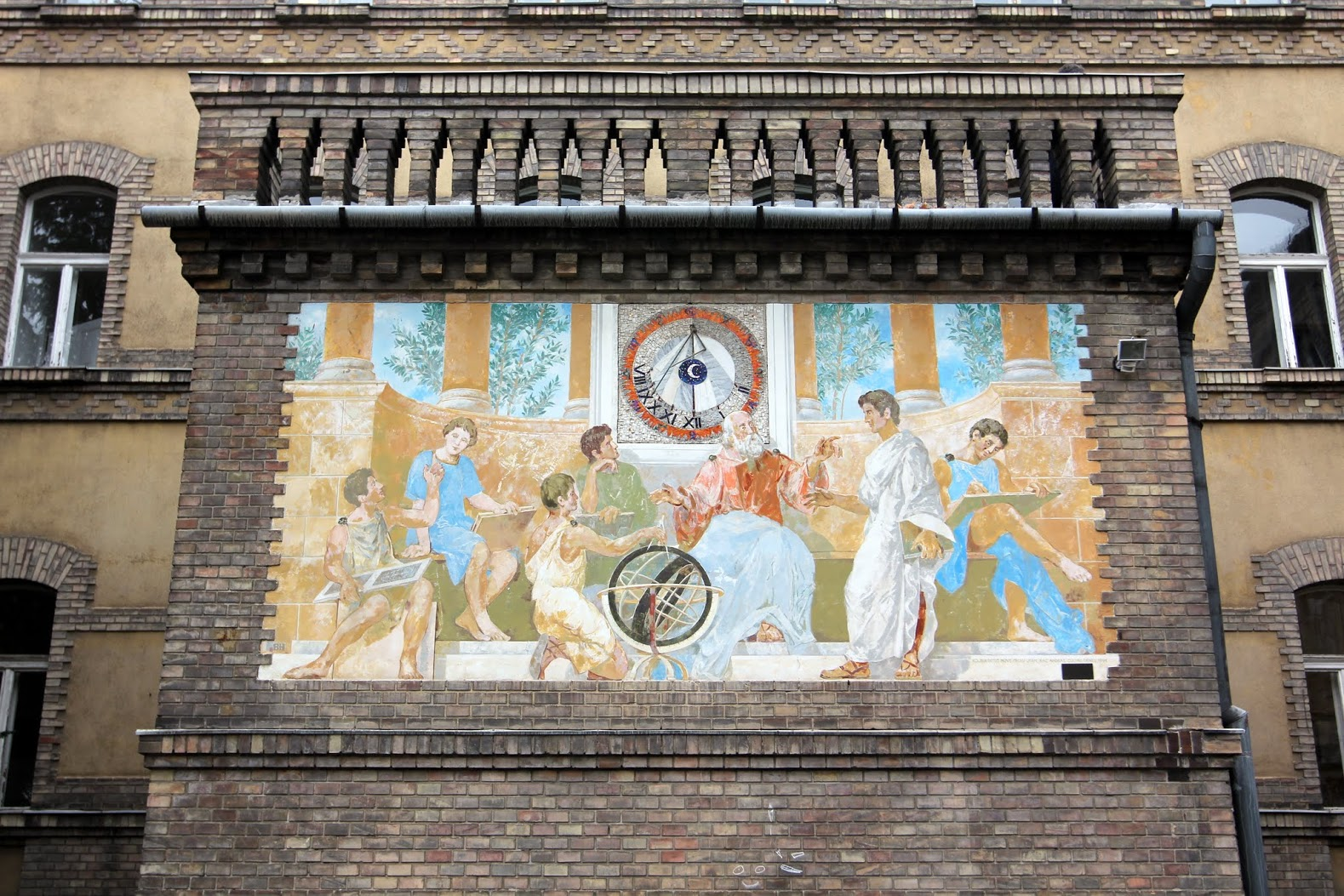
Väggmålning med solur på skolgården.
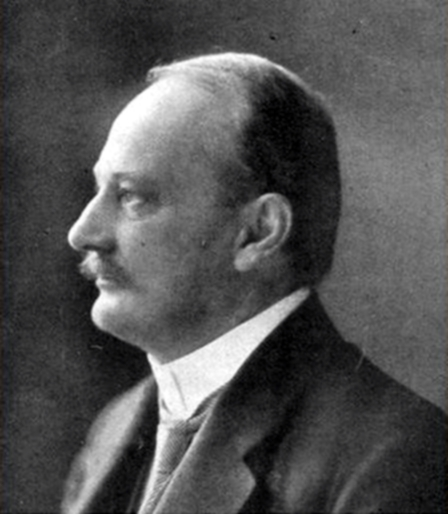
László Rátz (1863-1930) var känd som en utmärkt matematiklärare.
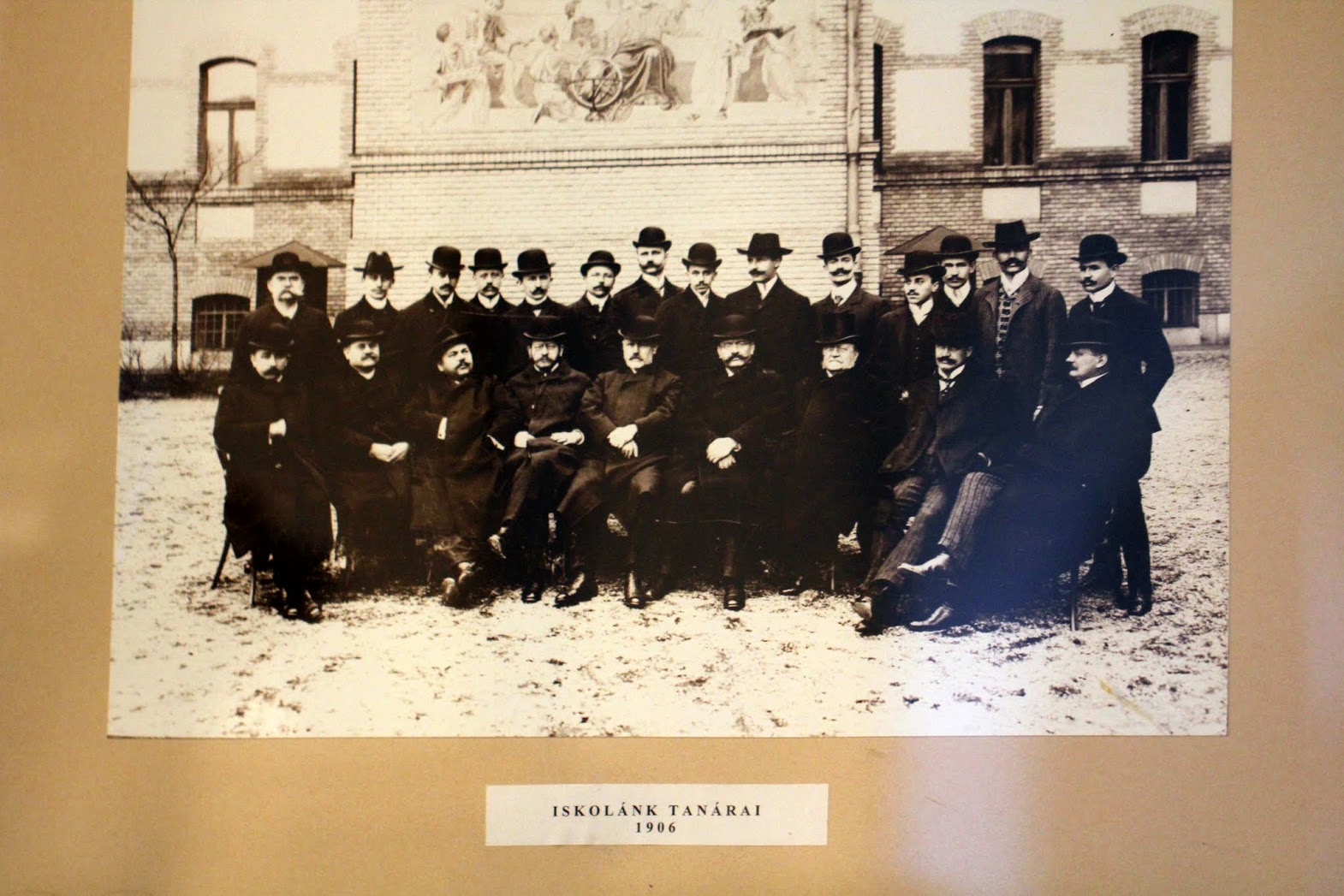
Lärarna vid Fasori Gimnázium. Foto från 1906. I bakgrunden syns soluret på skolgården.

## Källa
- Denna artikel bygger huvudsakligen på den engelskspråkiga versionen av Fasori Gymnázium.